# Diseases Database
Diseases Database je zbirka podatkov v ozadju prostega spletišča, ki zagotavlja informacije o razmerjih med zdravstvenimi stanji, simptomi in zdravili. Za bazo podatkov skrbi Medical Object Oriented Software Enterprises Ltd, majhno podjetje s sedežem v Londonu. 
Zastavljeni cilj spletne strani je "izobraževanje, poglobljeno čtivo in splošen interes", s ciljno publiko "zdravnikov, drugih kliničnih zdravstvenih delavcev in študentov teh poklicev". Urednik spletne strani je Malcolm H Duncan, zdravnik - Vel. Britanija. 

## Organizacija
DDB temelji na naboru okoli 8.500 konceptov, t. i. "elementov" humane medicine, kot so bolezni, zdravila, simptomi, telesni znaki in nenormalni laboratorijski izvidi. 
Postavke v DDB z med seboj in pa z zunanjimi viri informacij povezujejo trije v bazi podatkov modelirani sklopi metapodatkov.
- Prvič, postavke v DDB vsebujejo različne relacije, npr sladkorns bolezen tipa 2 je označena z "dejavnikom tveganja za" ishemijo bolezen srca. Bolj formalno, podatkovna baza sloni na modelu subjekt-atribut-vrednost, pri čemer so postavke same lahko tako subject kot tudi vrednost relacije. Relacije veljajo v obe smeri, npr. trditev "miokardni infarkt {lahko povzroči} bolečine v prsnem košu" se razume tudi kot "bolečine v prsnem košu {lahko povzroča} miokardni infarkt". Takšni odnosi se zbirajo v bazi podatkov in omogočajo sestavo seznamov - npr. seznam postavk, ki lahko povzročijo bolečine v prsih, ali pa seznam postavk, ki bi lahko povzročile miokardni infarkt.

- Drugič, večina postavk v DDB vsebuje povezave do spletnih virov,med drugim v Online Mendelian Inheritance in Man, eMedicine in Wikipedijo.

- Tretjič, večina vnosov se preslikava v koncepte v poenotenega sistema za medicinsko izraze (Unified Medical Jezik sistem - UMLS). UMLS povezave omogočajo prikazovanje kratkih tekstovnih definicij in / ali vsebinskih naslovov (Medical Subject Heading] - MeSH) za večino postavk v zbirki podatkov.

Mapa UMLS tudi omogoča obojestranske povezave z drugimi sistemi, kot npr. ICD-9 and SNOMED. 
Diseases Database je tako prek šifriranih identifikatorjev mogoče uporabljati v različnih medicinskih sistemih, npr.konceptna šifra v SNOMED za miokardni infarkt 22298006 najde enakovreden vnos v DDB pod http://www.diseasesdatabase.com/code_translate.asp?strCODE=22298006&strSAB=SNOMEDCT.